# Christian Goldbach

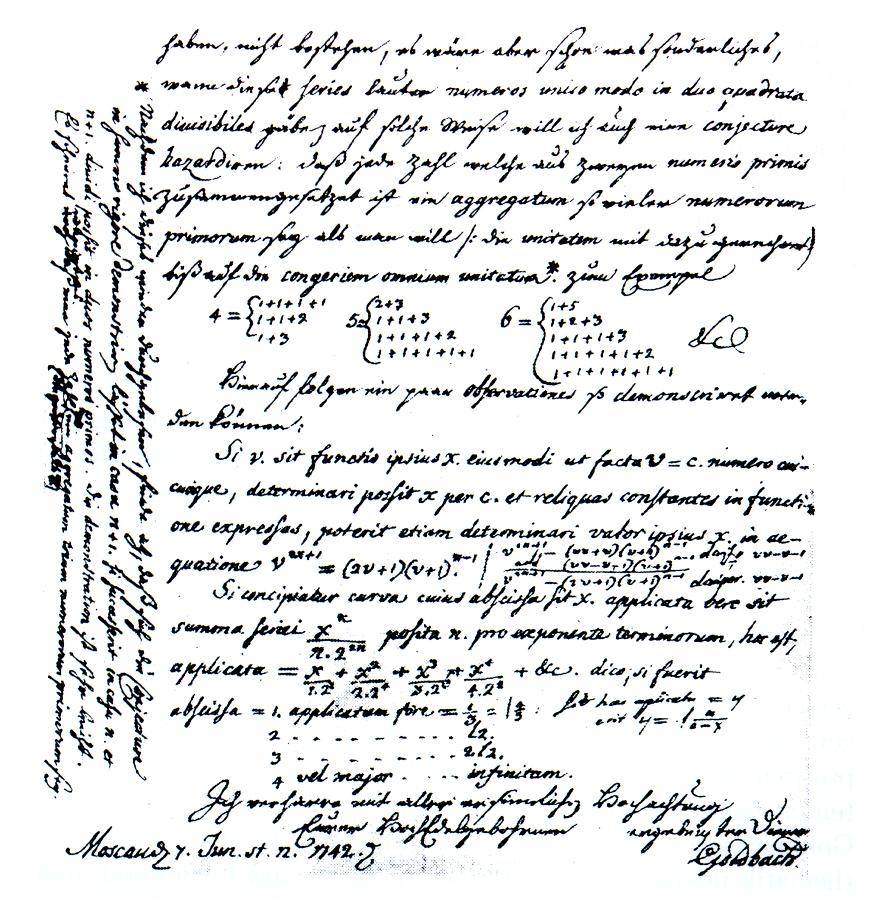
Ein Brief Goldbachs an Leonhard Euler, datiert vom 7. Juni 1742^{greg.}, in dem er die später nach ihm benannte Vermutung äußert.

Christian Goldbach (* 18. März 1690 in Königsberg (Preußen); † 20. Novemberjul. / 1. Dezember 1764greg. in Moskau) war ein deutscher Mathematiker.

## Leben
Er wurde als Sohn eines evangelischen Pfarrers geboren und studierte an der Albertus-Universität seiner Heimatstadt Medizin und Jura. Danach begab er sich 1710–1724 auf längere Studienreisen durch Deutschland, England, die Niederlande, Italien und Frankreich. Dabei kam er in Kontakt mit vielen bekannten Mathematikern wie Gottfried Wilhelm Leibniz, Leonhard Euler, Nikolaus I Bernoulli und eignete sich dabei gründliche mathematische Kenntnisse an. Wieder zurück in Königsberg, machte er die Bekanntschaft mit Georg Bernhard Bilfinger und Jakob Hermann. Beide waren von Zar Peter dem Großen an die neu gegründete St. Petersburger Akademie berufen worden. Goldbach bewarb sich daraufhin im Juli 1725 bei dem Präsidenten der Akademie Lorenz Blumentrost (1692–1755) um ein Amt und erhielt den Posten eines Professors für Mathematik und Geschichte. Bei der konstituierenden ersten Sitzung am 27. Dezember 1725 fungierte er als Sekretär der Akademie. 1727 wurde Goldbach zum Lehrer des jungen Zaren Peter II. ernannt und verlegte mit diesem seinen Wohnsitz nach Moskau. Ab dem Jahr 1727 begann auch die regelmäßige wissenschaftliche Korrespondenz mit Leonhard Euler, der an die Petersburger Akademie berufen worden war, die über mehrere Jahrzehnte anhielt.
Nach dem Tod Peters II. an den Pocken im Jahr 1730 zog der gesamte Hofstaat mit der neuen Zarin Anna wieder von Moskau nach St. Petersburg um. Goldbach folgte und nahm seine Aktivitäten in der Akademie wieder auf. 1737 wurde er zusammen mit Johann Daniel Schumacher (1690–1761) zum Geschäftsführer der Akademie ernannt. Trotz der instabilen und wechselhaften politischen Verhältnisse im zaristischen Russland gelang es Goldbach, während der gesamten Zeit in der Gunst der Mächtigen zu bleiben. In den 1740er Jahren stellte er seine Aktivitäten an der Akademie ein und übernahm einen gut dotierten Posten im russischen Außenministerium. Später wurde er damit beauftragt, Grundsätze zur Erziehung von Prinzen königlichen Geblüts abzufassen. 1742 wurde er Ehrenmitglied der Petersburger Akademie der Wissenschaften.
Goldbach unternahm wichtige Arbeiten im Bereich der Mathematik. Er ist besonders wegen seiner bis heute weder bewiesenen noch widerlegten Goldbachschen Vermutung (Jede gerade Zahl, die größer als 2 ist, ist Summe zweier Primzahlen.) bekannt, die er am 7. Juni 1742greg. in einem Brief an Euler formulierte. Die Goldbachsche Vermutung gehört zu den ältesten und bedeutendsten ungelösten Problemen der Zahlentheorie
Werke:
- De transformatione serierum (1729)
- De terminis generalibus serierum (1731)

In dem Spielfilm Die Gleichung ihres Lebens beschäftigt sich eine hochbegabte Studentin in ihrer Dissertation mit der Goldbachschen Vermutung.

## Ehrungen
- 1727 Berufung zum Lehrer des jungen Zaren Peter II.
- 1742 Ehrenmitglied der Petersburger Akademie der Wissenschaften.
- 1999 Auf der chinesischen Sonderbriefmarke zur Ehrung des chinesischen Mathematikers Chen Jingrun, wird u. a. in chinesischer Schrift auf die Formel der „Goldbachschen Vermutung mit Namen des Urhebers“ hingewiesen.